# Weismanismo-morganismo

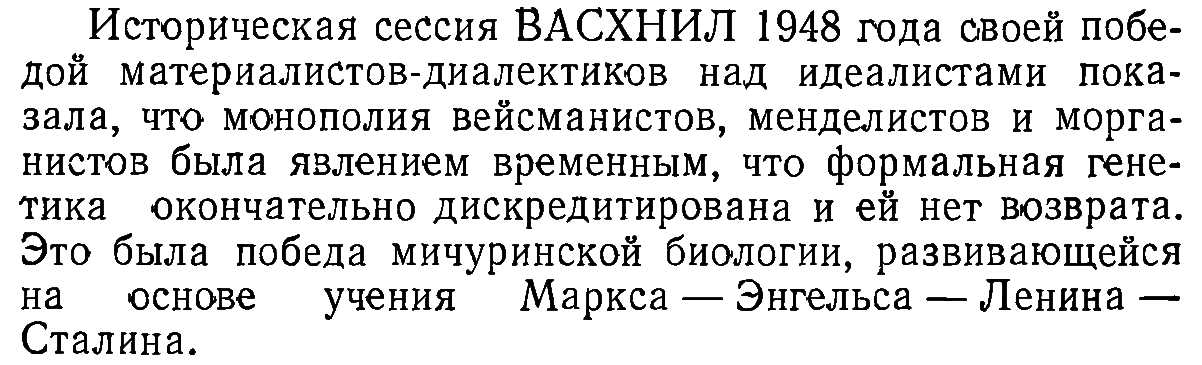
Ejemplo de uso de la frase

El weismanismo-morganismo, también conocido como weismanismo-morganismo-mendelismo, fue un término usado por los partidarios del lysenkoísmo para referirse a la genética clásica caracterizada como una "pseudociencia burguesa reaccionaria". El nombre fue formado por los seguidores de Lysenko a partir de los nombres del zoólogo alemán August Weismann, el biólogo estadounidense Thomas Hunt Morgan, así como el botánico y monje austriaco Gregor Mendel.

La lucha ideológica contra el llamado "weismanismo-morganismo-mendelismo" fue aprobada oficialmente en la URSS, Stalin escribió a Lysenko el 31 de octubre de 1947:
En cuanto a las actitudes teóricas en biología, creo que la actitud de Michurin es la única actitud científica. Los weismanistas y sus seguidores, que niegan la herencia de las propiedades adquiridas, no merecen detenerse mucho tiempo en ellas. El futuro pertenece a Michurin.
Por ende:
La derrota completa del weismanismo-morganismo en nuestro país fue posible porque el Comité Central de nuestro partido y el camarada Stalin personalmente brindaron toda la ayuda y el apoyo posibles a la nueva tendencia progresista, verdaderamente dialéctico-materialista en la ciencia biológica. 